# L'Œil du silence
L'Œil du silence est un roman de Marc Lambron publié le 7 septembre 1993 aux éditions Flammarion et ayant reçu la même année le prix Femina.

## Éditions
- L'Œil du silence, éditions Flammarion,  (ISBN 2080667904)